# ديزا (مقاطعة سوريا)
دسة أو ديزا هي بلدية تقع في مقاطعة شورية، في منطقة قشتالة وليون، في إسبانيا. يبلغ عدد سكانها 230 نسمة وذلك حسب (المعهد الوطني للإحصاء) سنة 2017. تبلغ مساحتها 118.15 كم مربع.